# Philip Stone
Pour les articles homonymes, voir Stone.
Philip Stone est un acteur britannique né le 14 avril 1924 à Kirkstall et mort le 15 juin 2003 à Ealing.

## Biographie
Philip Stones est le plus jeune des quatre fils d'un directeur d'établissement d'enseignement secondaire. En 1943, il entre pour études à temps partiel au Leeds College of Music and Drama, avant de servir dans la Royal Air Force pendant la Seconde Guerre mondiale. En 1947, à Londres, il se produit dans la pièce The Sleeping Clergyman au Criterion. Mais la même année, on lui diagnostique une tuberculose, qui l'obligera à se voir enlever la moitié d'un poumon et à se mettre en retrait de sa carrière naissante de comédien. En 1953, alors qu'il met en scène une pièce à Leeds, il rencontre parmi les acteurs amateurs, Margaret Pickard, une infirmière, qui deviendra son épouse. En 1960, ils retournent vivre à Londres, où il relance sa carrière sur les planches. 
C'est en 1969 qu'il est remarqué par Stanley Kubrick dans la pièce de théâtre The Contractor de David Storey. Il lui fait d'abord jouer le père de Malcolm McDowell dans Orange mécanique.
Il est le seul acteur à être apparu dans trois films de Stanley Kubrick consécutifs : Orange mécanique, Barry Lyndon et Shining.

## Filmographie sélective
- 1961 : Chapeau melon et bottes de cuir : le docteur Richard Tredding
- 1963 : Le Saint : Marcia (saison 2 épisode 6) : Inspector Carlton
- 1965 : Opération Tonnerre de Terence Young : agent du SPECTRE n°5, (non crédité) (VF : Maurice Dorléac)
- 1968 : Quand les aigles attaquent de Brian G. Hutton : le technicien du téléphérique
- 1971 : Orange mécanique de Stanley Kubrick : le père d'Alex (VF : Roger Crouzet)
- 1973 : Les Dix Derniers Jours d'Hitler (Hitler: The Last Ten Days) de Ennio De Concini : le général Alfred Jodl
- 1975 : Barry Lyndon de Stanley Kubrick : Graham, l'envoyé de Lord Bullingdon (VF : Roger Crouzet)
- 1978 : Le Seigneur des anneaux de Ralph Bakshi : Théoden (voix) (VF : Jean-Henri Chambois)
- 1978 : La Grande Menace (The Medusa Touch) de Jack Gold : l’évêque (VF : Georges Riquier / ?)
- 1980 : Shining (The Shining) de Stanley Kubrick : Delbert Grady (VF : Jacques François)
- 1980 : Flash Gordon de Mike Hodges : Zogi, le grand prêtre (VF : Georges Riquier)
- 1981 : Opération Green Ice d'Ernest Day
- 1984 : Indiana Jones et le Temple maudit de Steven Spielberg : le capitaine Blumburtt (VF : Jean Berger)